# Chrisna Oosthuizen
Pour les articles homonymes, voir Oosthuizen (homonymie).
Chrisna Oosthuizen (née le 1er mars 1971) est une heptathlonienne sud-africaine.

## Carrière
Chrisna Oosthuizen remporte la médaille d'or en heptathlon aux Championnats d'Afrique de 1992 et aux Championnats d'Afrique de 1993.